# Meja
Meja, właśc. Anna Pernilla Kullersten, de domo Torndahl, primo voto Bäckman (ur. 12 lutego 1969 w Nynäshamn) – szwedzka kompozytorka i wokalistka.
Profesjonalną karierę muzyczną rozpoczęła w 1992, nagrywając z Andersem Baggem jako zespół Legacy Of Sound. Od 1996 artystka solowa, wydała siedem albumów studyjnych: Meja (1996), Seven Sisters (1998), Realitales (2001), Mellow (2004), Urban Gypsy (2009), AniMeja (Ghibli Songs) (2010) i Stroboscope Sky (2015). Wylansowała przeboje „All ’Bout the Money” i „Private Emotion”, który nagrała z Rickym Martinem.

## Dyskografia
Albumy studyjne
- Meja (1996)
- Seven Sisters (1998)
- Realitales (2001)
- Mellow (2004)
- Urban Gypsy (2009)
- AniMeja (Ghibli Songs) (2010)
- Stroboscope Sky (2015)

Albumy kompilacyjne
- My Best (2002)
- The Nu Essential (2005)
- Original Album Collection (2010)